# Dvorana Tampere
Dvorana Tampere (finsko Tampere-talo; švedsko Tammerforshuset) je največji kongresni center v nordijskih državah, ki stoji na južnem robu Sorsapuista, v središču Tampereja na Finskem. Slovesno so ga odprli 29. septembra 1990. Nasproti dvorane Tampere je glavna stavba Univerze v Tampereju, železniška postaja Tampere pa je oddaljena le pol kilometra. Kapaciteta sedežev v glavnem avditoriju je 1756.
Zaradi svoje osrednje lokacije dvorana Tampere gosti številne manjše sejme in kongrese, vključno s prvim Finnconom v Tampereju. Dogodek z največjim številom obiskovalcev v dvorani Tampere je Tracon, letni dogodek igranja vlog in anime cosplaya. Tam ima sedež tudi Opera in Filharmonični orkester iz Tampereja.
Od leta 2012 je bila dvorana Tampere sedemkrat nominirana za najboljše kongresno prizorišče na Finskem.

## Zgodovina
O potrebi po koncertni in kulturni dvorani so v Tampereju razpravljali že v 1930-ih, šele v 1970-ih je bil gradbeni projekt vključen v mestne operativne in finančne načrte. Z napredovanjem projekta se je namembnost stavbe precej razširila in leta 1982 je bil organiziran arhitekturni natečaj za največjo koncertno-kongresno stavbo v nordijskih državah. Zanj je bil rezerviran prostor na parceli, kjer je med leti 1910 in 1962 delovala klavnica, med leti 1964 in 1972 pa živalski vrt.
Na arhitekturnem natečaju sta zmagala Sakari Aartelo in Esa Piironen s svojim predlogom Factory whistle. Ko so se gradbena dela že začela, so bili načrti spremenjeni in sklenjeno, da se celoti doda še vzhodni razstavni prostor (Sorsapuistosali).
Prvi koncert dvorane Tampere je bil organiziran v dvorani Isa 19. februarja 1990. Nastopil je Juice Leskinen, ki je na isti dan praznoval 40. rojstni dan. Gradnja hiše je bila še v teku, zato so uradno otvoritev praznovali šele naslednjo jesen. Na poročnem obredu 29. septembra 1990 sta bila prisotna predsednik republike Mauno Koivisto in gospa Tellervo Koivisto. Zvezdnik glasbene komedije Victor Borge je bil viden kot izvajalec.
Uprizoritveni oder velike dvorane je bil skozi leta uporabljen na različne načine; celo dvakrat je bil prekrit z ledom, ko je bil na sporedu ledeni balet. Med največjimi produkcijami dvorane Tampere je koncert Laure Pausin (2005), za katerega je pevka s seboj pripeljala 12 tovornjakov.
Leta 2013 sta predsednik republike Sauli Niinistö in gospa Jenni Haukio organizirala sprejem ob dnevu neodvisnosti v hiši Tampere, saj je bila predsedniška palača takrat v fazi prenove. Po navedbah predsedniškega urada so se odločili, da se dogodek izvede v Tampereju, ker je bilo tja enostavno priti iz različnih delov Finske. Povabljeni gostje so bili tisto leto predvsem predstavniki regij. Poleg sprejema je večerni program vključeval koncert Filharmonije iz Tampereja, na katerem so kot solisti nastopili Vesa-Matti Loiri, Soile Isokoski, Maria Ylipää in Waltteri Torikka. Zabavo je prenašala televizija v živo, na vrhuncu pa jo je spremljalo več kot dva milijona gledalcev.[13][14]
Rekord obiskovalcev stavbe v Tampereju je bil postavljen leta 2018, ko je stavbo obiskalo skupno 605.500 obiskovalcev. Vse skupaj je v času obstoja dvorane Tampere obiskalo več kot 9,5 milijona ljudi.

## Arhitektura
Dvorano Tampere lahko štejemo za arhitekturo postmoderne dobe, saj je stavba zelo večplastna. Združuje okrogle in pravokotne oblike ter različne gradbene materiale. Fasada je sestavljena iz ploščic različnih velikosti in odtenkov, pločevine in steklenih vitrin. Glavni vhod, ki je vzdolž Üliopistonkatu, je obdan s stebri, nad katerimi sedi cevasto pisarniško krilo hiše. Znotraj stavbe poteka raven prostor, podoben ulici, ki s svojimi bleščečimi jeklenimi in kamnitimi površinami tvori kontrast kiparskim lesenim oblogam dvoran. Skozi steklene vitrine se iz preddverja in sob odpira pogled na Sorsapuisto.
Stavba prikazuje tako imenovano ladijsko estetiko, ki je bila prevladujoči arhitekturni trend v času oblikovanja stavbe Tampere. Hiša spominja na čezoceansko ladjo, ki je priplula v notranjost. Eden od primerov stavbe v Tampereju je bila Sydneyjska operna hiša (1973), fasadne ploščice stavb pa prihajajo iz iste tovarne. Ploščice so zelo značilna izbira materiala za 1980-ta, pastelno modri odtenek, uporabljen v stavbi v Tampereju, pa je tudi barvna značilnost tega obdobja.
Stavba Tampere je zaščitena z lokacijskim načrtom, ki je začel veljati leta 2015.
Razstavni prostori muzeja Moomin, ki so ga odprli leta 2017, se po svojem vzdušju razlikujejo od drugih prostorov v stavbi Tampere, zasnoval pa jih je arhitekt Taina Väisänen. Notranjost uporablja iste odtenke modre, zelene in vijolične barve, ki se pojavljajo v izvirni umetnosti Tove Jansson. V muzeju je temno, saj bi močna svetloba poškodovala občutljive umetnine.

## Prenove in širitve
V letih 2005 in 2007 so bile na stavbi v Tampereju izvedene manjše razširitve in spremembe fasade. V letu 2015 se je začel velik projekt prenove in razširitve, vreden več kot 20 milijonov evrov, z namenom, da stavba postane privlačnejši prostor za srečanja in dogodke. Na mestu nekdanjih dvoran Rondo in Studio so se odločili zgraditi stalne prostore za muzej Moomin. Rondo in Studio so nadomestili novi prireditveni prostori Maestro, Duetto in Riffi, za katere je bila stavba prizidana. V povezavi s prenovo sta bili prenovljeni tudi avla in gostinske storitve.
Prizidek stavbe Tampere s prireditvenimi prostori je bil naročen leta 2016, muzej Moomin pa je bil dokončan poleti 2017. Vendar pa mesto Tampere ni bilo povsem zadovoljno s kakovostjo gradbenih del. Napake so bile med drugim ugotovljene na fasadni rešetki prizidka, barvnih površinah, podih in konstrukcijah tribun. Po navedbah mesta Jatke Oy, ki je delovala kot izvajalec, ni uspela in je zamujala z načrtom. Izvajalec pa je mestu očital slabo načrtovanje projekta, saj so denimo sredi projekta zamenjali arhitekturni biro. Poleti 2017 je mesto najelo novega izvajalca za odpravo pomanjkljivosti, nadaljnja dela pa so se nadaljevala v 2018.